# Erinnyis melancholica
Erinnyis melancholica är en fjärilsart som beskrevs av Augustus Radcliffe Grote 1865. Erinnyis melancholica ingår i släktet Erinnyis och familjen svärmare. Inga underarter finns listade i Catalogue of Life.

## Bildgalleri

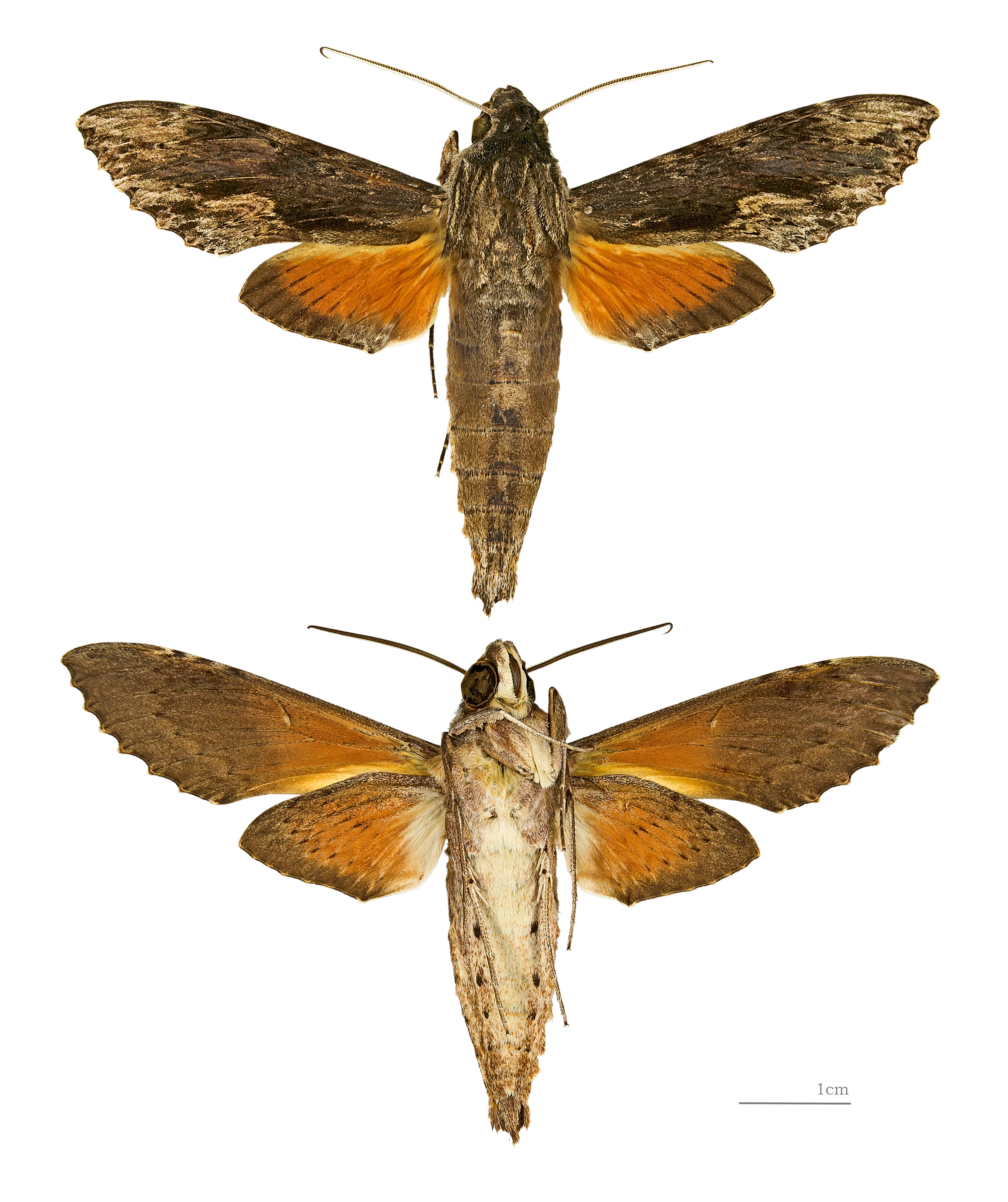
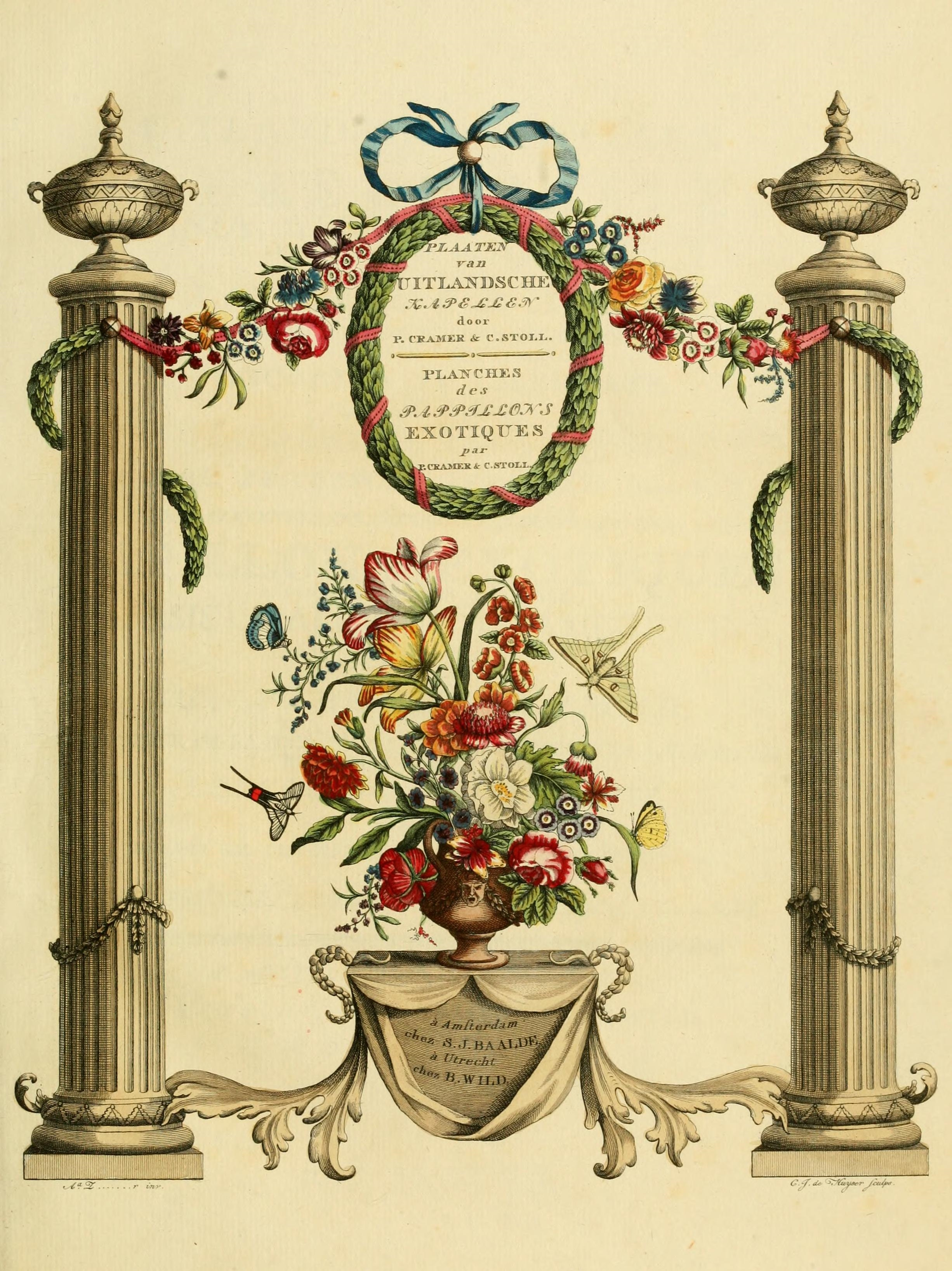
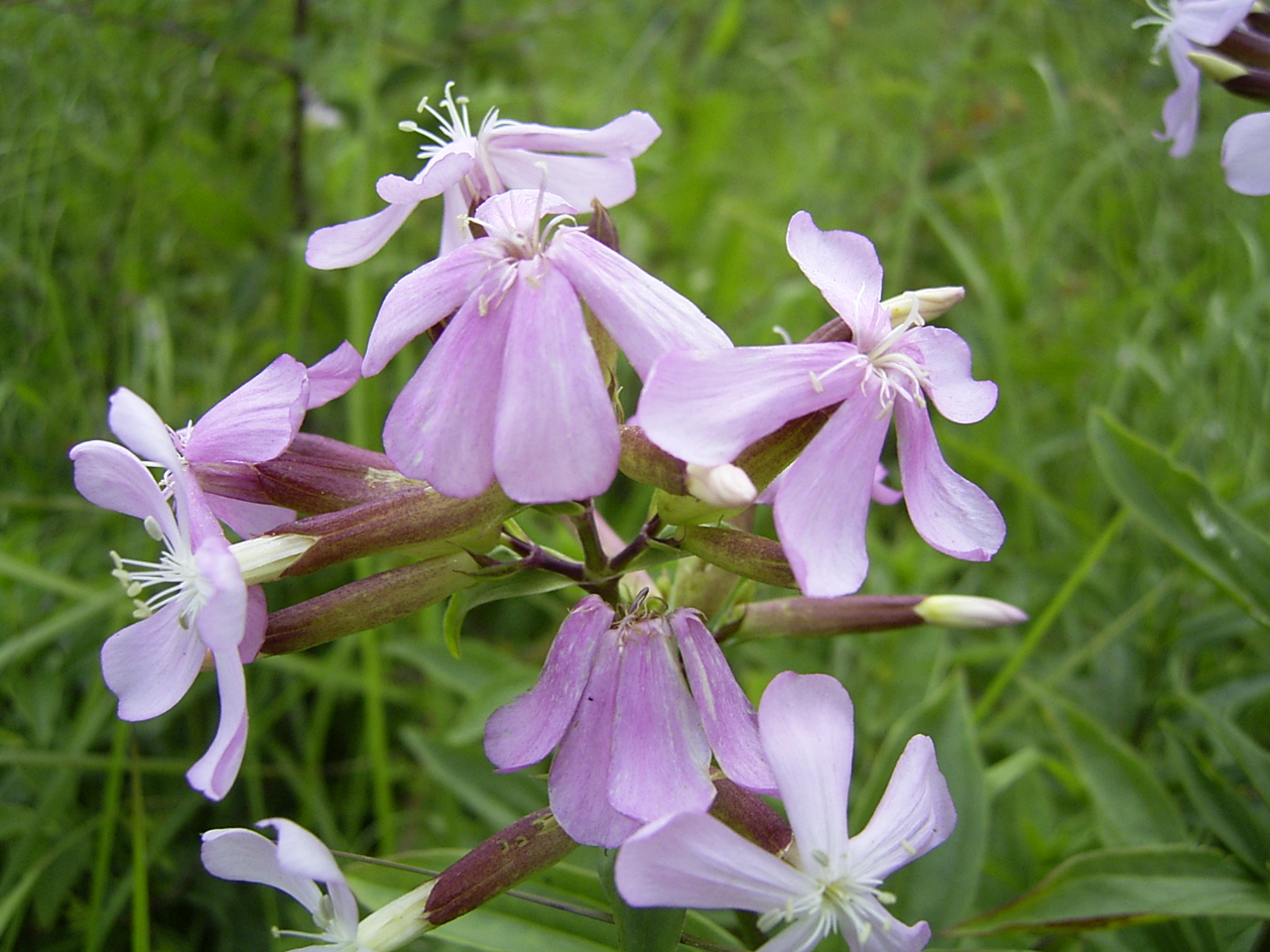